# Augustin Mouchot
Augustin Bernard Mouchot (Semur-en-Auxois (Côte-d'Or), 7 april 1825 – Parijs, 4 oktober 1912) was een Frans uitvinder van de vroegste zon-aangedreven machine door zonne-energie om te zetten in mechanische stoomkracht.

## Biografie
Mouchot genoot onderwijs in de Morvan (1845-1849) en later in Dijon voordat hij in 1852 aan de Universiteit van Bourgondië een academische graad in de wiskunde behaalde en een in 1853 in de natuurwetenschappen. Aansluitend doceerde hij wiskunde aan scholen in Alençon (1853-1862), Rennes en het Lycée de Tours (1864-1871). Het was gedurende deze periode dat hij onderzoek deed naar zonne-energie. Dit zou uiteindelijk leiden tot een door de overheid gefinancierde voltijds onderzoekspositie.
Het leven van Augustin Mouchot is beschreven in "De uitvinder", van de auteur Miguel Bonnefoy.

## Zonne-onderzoek
Gedreven door de overtuiging dat de voorraad steenkool uitgeput zou raken en dat de industriële revolutie daarmee tot stilstand zou komen ging Mouchot op zoek naar alternatieve energiebronnen. In 1860 deed hij onderzoek naar koken met zonne-energie op basis van het eerdere werk van Horace-Bénédict de Saussure en Claude Pouillet. In 1866 ontwikkelde Mouchet de eerste door zonne-energie aangedreven machine. Door middel van een schotelvormige spiegel verhitte zijn toestel water in een stoommachine. Hij demonstreerde zijn uitvinding aan keizer Napoleon III door er een waterpomp en een drukpers mee aan te drijven. Met financiële steun van de keizer vertrok Mouchot naar de Frans kolonie Algerije waar hij de ondernemer Abel Pifre ontmoette en samen met deze verder werkte aan zijn uitvinding. Hun verbeterde versie presenteerden zij op de Parijse wereldtentoonstelling van 1878. Pifre had bedacht om de zonnemachine daar een compressor van een koelmachine te laten voeden en zo met zonnewarmte ijsblokjes te produceren. Voor hun werk ontvingen zij een gouden medaille.
De publicatie van zijn boek over zonne-energie "La Chaleur solaire et ses applications industrielles" (Zonnewarmte en zijn industriële toepassingen) viel samen met de onthulling van de grootste zonne-stoommachine die hij tot dan toe had gebouwd. Deze machine werd in Parijs tentoongesteld tot de stad onder het beleg viel gedurende de Frans-Duitse Oorlog van 1871. Na het beleg werd de machine niet meer teruggevonden.
Toen aardolie zich aandiende als nieuwe energiebron en de prijs van steenkool kelderde, kwam aan Mouchots succes plots een einde. De Franse overheid beoordeelde in een verslag dat zonne-energie niet rendabel was en beëindigde zijn vergoeding. Daarop keerde hij terug naar lesgeven en verdween hij in de anonimiteit. Hij overleed in 1912 op 87-jarige leeftijd in Parijs.
- Biblioteca Nacional de España: XX6520516
- Bibliothèque nationale de France: cb12627187r (data)
- Gemeinsame Normdatei: 105150211X
- International Standard Name Identifier: 0000 0004 2339 4815
- Library of Congress Control Number: nr2004024394
- Base Léonore: LH//1947/68
- Nationale Bibliotheek van Tsjechië: ntk20241242889
- Système universitaire de documentation: 140777148
- Virtual International Authority File: 69552240
- WorldCat: E39PBJppFDt78VCydHrY8kf8YP